# Стрижнева коренева система

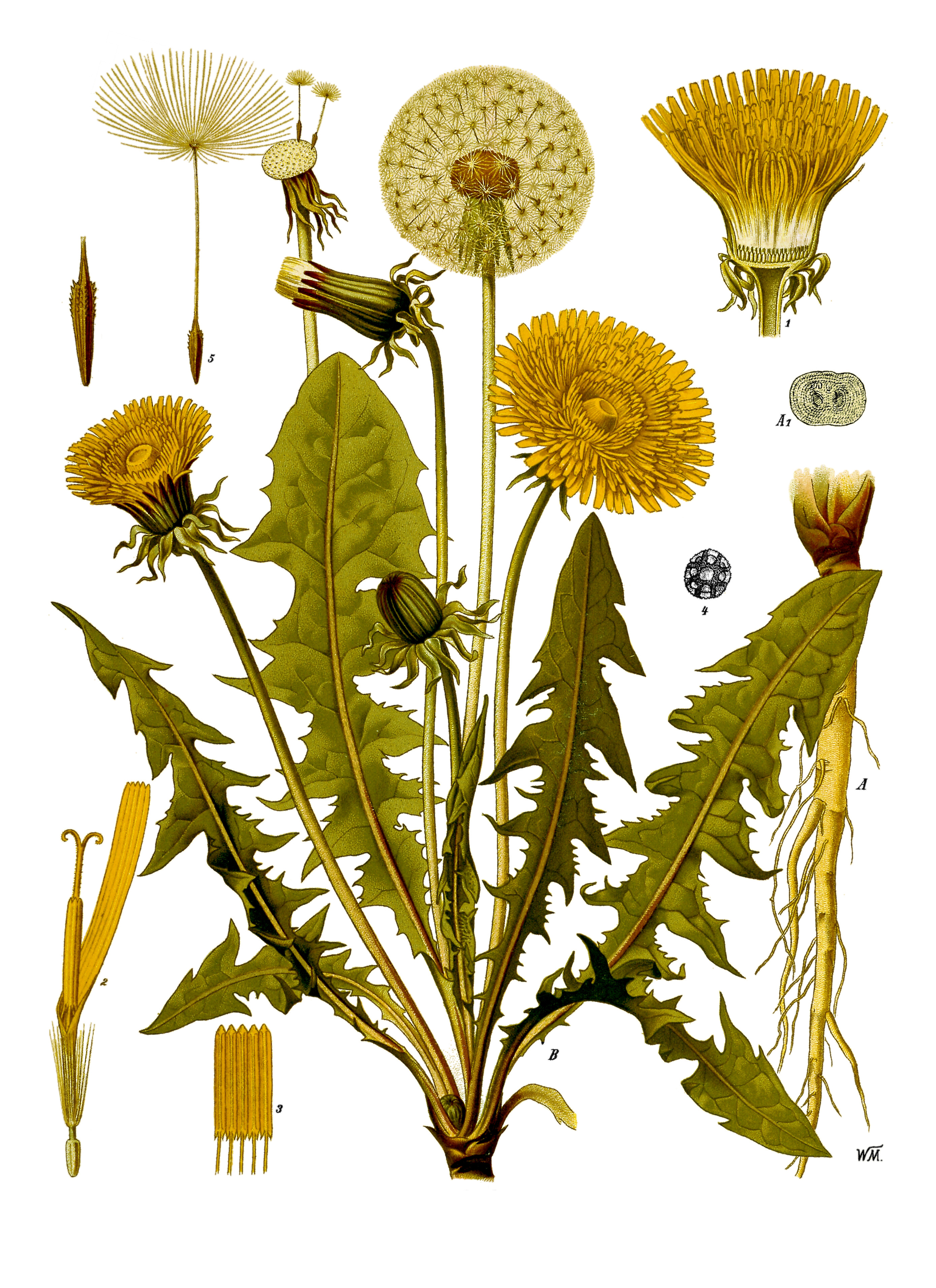
У — стрижнева коренева система

Стрижнева коренева система — коренева система, в якій добре розвинений головний корінь порівняно з бічними коренями. Головний корінь має форму стрижня, звідси і пішла назва для такої кореневої системи — стрижнева.
Головний корінь може проникати на значну глибину, тому стрижнева коренева система характерна для рослин, які знаходяться в ґрунтах, де залягають глибокі ґрунтові води (наприклад, у піщаних ґрунтах).
Такий вид кореневих систем мають багато представників дводольних рослин, більшість видів дерев і чагарників, а також багато трав'янистих рослин.